# Philippe Croizon

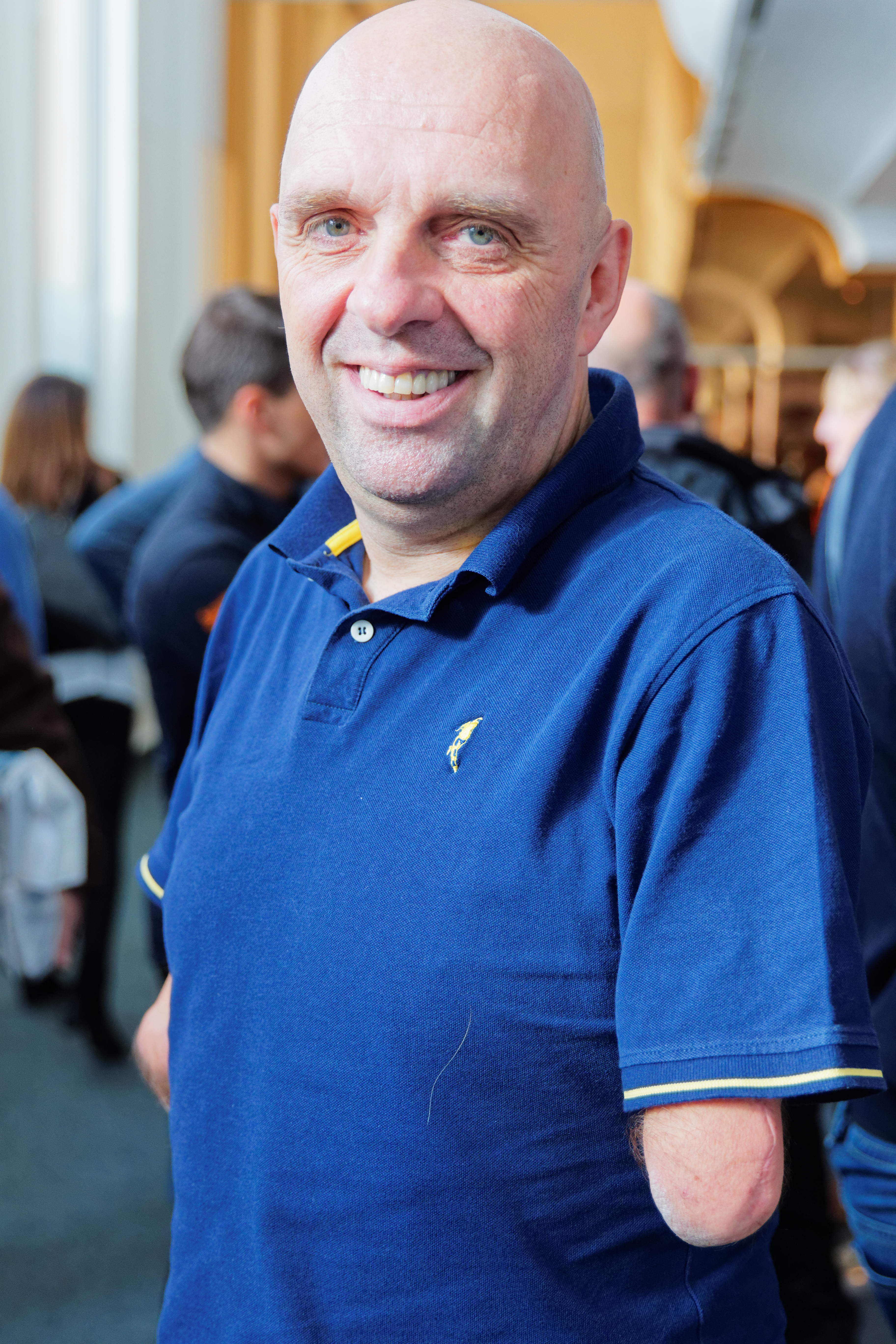
Philippe Croizon im November 2015

Philippe Croizon (* 20. März 1968 in Châtellerault) ist ein französischer Behindertensportler.
Philippe Croizon wurden nach einem Elektrounfall im Jahr 1994 beide Beine und beide Arme amputiert. Am 18. September 2010 durchschwamm er den Ärmelkanal. Am 17. August 2012 schwamm er die Strecke von der Kleinen zur Großen Diomedes-Insel in der Beringstraße. Mit einem speziell präparierten Fahrzeug war er 2017 – als erster vierfach Amputierter – Teilnehmer der Rallye Dakar.

## Werke
- J'ai décidé de vivre. Gawsewitch, Paris 2006.